# 黃色虹蚺
黃色虹蚺（學名：Epicrates inornatus），又名波多黎各蚺蛇或波多黎各虹蚺，是一種幼長、陸生及胎生的蟒蛇。牠們可以長達5-9尺。主要吃細小的哺乳動物、鳥類及蜥蜴。

## 分佈
黃色虹蚺是波多黎各的特有種，尤其是在喀斯特地區及島的西端。牠們會用顎部捉住獵物，用身體捲住及收緊，直至獵物窒息為止。牠們會先從獵物的頭部吞下。幼蛇從未被飼養，故其習性不明。懷孕的雌蛇可以生23-26條幼蛇。
由於喀斯特地區有很多洞穴，黃色虹蚺會吃蝙蝠。牠們會掛在洞穴入口，等待蝙蝠飛出來，以其顎部捉住獵物。

## 保育狀況
追溯至1700年代的紀錄，顯示西班牙到波多黎各殖民的頭幾世紀，黃色虹蚺相對地豐富。從其脂肪生產的油大量被出口。伐林令牠們失去棲息地。於1900年的考察發現牠們的數量稀少。牠們也被入侵的獴掠食。近幾年再有發現牠們的蹤影，但卻未能回到昔日的水平。